# سارة بلاكسلي
سارة بلاكسلي (بالإنجليزية: Sarah Blakeslee)‏ هي لاعبة رماية أمريكية، ولدت في 16 مايو 1985 في فانكوفر في الولايات المتحدة.

## وصلات خارجية
- سارة بلاكسلي على موقع الاتحاد الدولي (الإنجليزية)
- سارة بلاكسلي على موقع أوليمبيديا (الإنجليزية)